# هلن میس
هلن میس (هلندی: Heleen Mees؛ زادهٔ ۱۹۶۸ (۵۶–۵۷ سال)) اقتصاددان، نویسنده، حقوقدان، و وکیل اهل هلند است.